# Missa in honorem Sanctissimae Trinitatis in do maggiore K 167
La Missa in honorem Sanctissimae Trinitatis o Messa per la Santissima Trinità (K 167) è una messa per coro e orchestra di Wolfgang Amadeus Mozart, composta nel giugno del 1773, quando il compositore si trovava al servizio dell'arcivescovo di Salisburgo.

## Stile
Questa messa, dotata di una pomposa orchestra (non dissimilmente dalla Waisenhausmesse o dalla Dominicus-Messe), non costituisce una particolare svolta stilistica, né risulta dotata di un particolare fascino, tuttavia è un punto di riferimento per tutta la successiva produzione musicale mozartiana. Il particolare studio richiesto da essa, infatti, apre un "corridoio" di sperimentazione tra le strutture della messa concertata e della brevis, determinando così un compromesso tra grandiosità d'impianto e coincisione.
Tale compromesso viene realizzato, in primo luogo, eliminando tutte le sortite solistiche, garantendo in questo modo la continuità del discorso corale, l'intensificazione della rete di raccordi ritmici e motivici, distribuiti soprattutto nell'arco (tradizionalmente più lungo) che dal Gloria conduce al Credo. Mozart tenta di "aggiornare" il suo stile compositivo per quanto concerne la scrittura di messe, e lo fa come può, soprattutto studiando e ricopiando lo stile di Michael Haydn, di cui, in questa messa, si sente il forte influsso.

## Struttura

### Kyrie
Allegro (Do maggiore)

### Gloria
Allegro (Do maggiore)

### Credo
Allegro (Do maggiore)
- Et incarnatus est.  Adagio (Do maggiore)
- Et resurrexit. Allegro (Do maggiore)
- Et in spiritum sanctum. Allegro (Sol maggiore)
- Et unam sanctam. Allegro (Do maggiore). Adagio. Allegro

### Sanctus
Andante (Do maggiore).
- Osanna. Allegro (Do maggiore)

### Benedictus
Allegro. (Fa maggiore)
- Osanna. Allegro (Do maggiore)

### Agnus Dei
Adagio (Do maggiore)

### Dona nobis
Allegro moderato (Do maggiore)

## Organico
Coro misto. Orchestra composta da: due oboi, quattro trombe, timpani, organo, archi (senza viole)